# 334e régiment d'infanterie

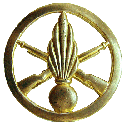
insigne de béret d'infanterie

Le 334e régiment d'infanterie (334e RI) est un régiment d'infanterie de l'Armée de terre française constitué en 1914 avec les bataillons de réserve du 134e régiment d'infanterie.
À la mobilisation, chaque régiment d'active créé un régiment de réserve dont le numéro est le sien plus 200.

## Création et différentes dénominations
- 1914 : 334e régiment d'infanterie
- 25 avril 1918 : Dissolution
- 9 septembre 1939 : Reformé

## Chefs de corps
- Lieutenant Colonel Bourdon (août 1914)
- Lieutenant Colonel Ayné (octobre 1914-janvier 1915)
- Lieutenant Colonel Hennequin (février 1915-décembre 1915)
- Lieutenant Colonel Delattre (décembre 1915-mars 1917)
- Lieutenant Colonel Belhummeur (mars 1917-mai 1918)[1]
- Lieutenant-Colonel Beurville (1939-1940)

## Historique des garnisons, combats et batailles

### Première Guerre mondiale

#### Affectation
- Mâcon, 115e Brigade d'Infanterie, 8e Région, 1er Groupe de Divisions de Réserve.
- 58e division d'infanterie d'août à octobre 1914
- 133e division d'infanterie de mars à août 1916
- 134e division d'infanterie d'août à novembre 1916
- 164e division d'infanterie de novembre 1916 à octobre 1917
- 97e division d'infanterie d'octobre 1917 à janvier 1918

#### 1914
Le premier jour de la mobilisation générale est fixé au 2 août 1914. 
Le 334e RI comprend deux bataillons, numérotés 5 et 6. Son recrutement et sa garnison sont à Mâcon, comme pour le régiment d'active.
Dès sa mobilisation terminée, le 11 août 1914, le 334e RI quitte Mâcon et se dirige vers les Vosges. Selon le plan de campagne français (plan no 17), la 1re armée (général Dubail) et la 2e armée (général de Castelnau) doivent attaquer et reprendre l'Alsace et la Lorraine, alors que les 3e, 4e et 5e armées sont concentrées dans le nord-est.
L'instruction générale no 1 de Joffre énonce que "l'intention du général commandant en chef est de rechercher la bataille, toutes forces réunies en appuyant au Rhin la droite de son dispositif général".
Les 20 et 21 août 1914, le 334e RI est engagé dans les combats du col de Steige, aux côtés du 229e RI.
Du 25 au 30 août 1914, le régiment combat devant Saint-Dié.
Après dix jours de combat, le 334e RI ne compte plus que 10 officiers et 985 hommes (contre 35 officiers et 2 026 hommes au départ de la caserne le 11 août).
À partir de septembre, le 334e RI se trouve dans le secteur de la Schlucht. La 22e compagnie du régiment participe à la prise de Steinbach le 14 décembre 1914.

#### 1915
En janvier, février et mars 1915, le 334e RI combat sur le Sudelkopf (sud-ouest de Guebwiller), dans des conditions difficiles : températures rigoureuses, chutes de neige, canonnade quotidienne.
D'avril à septembre 1915, le régiment séjourne sur le plateau d'Uffholtz. En raison de la proximité des lignes ennemies, les fusillades, échanges de grenades et tirs d'artillerie sont quotidiens.
Le régiment occupe l'Hartmannswillerkopf entre les mois de septembre et novembre 1915. Pendant cette période, il repousse une violente attaque allemande (15 et 16 octobre 1915), au prix de pertes importantes (14 officiers, 400 hommes en deux jours de combat).
Relevé en novembre par le 229e RI, le régiment retourne à Steinbach.

#### 1916
À partir de février 1916, le 334e RI occupe le Sudelkopf et le ballon de Guebwiller.
En avril, il part dans le Sundgau, dans le secteur des Seppois, où il relève le 43e régiment colonial. Depuis février 1916, le secteur fait l'objet d'attaques de diversion destinées à masquer l'offensive allemande sur Verdun. Le 334e RI repousse une attaque allemande le 4 avril.
En juin, il va occuper les bois de Carspach, puis retourne vers les Seppois le 1er août 1916.
Le régiment quitte la 134e division d'infanterie pour la 164e division d'infanterie qui se constitue.

#### 1917
Le régiment est à l'instruction à partir du 15 février 1917.
En mars, le commandement du régiment passe au lieutenant-colonel Belhumeur, qui appartient au 334e RI depuis 1914.
À partir d'avril, le 334e quitte l'Alsace pour la Champagne, sur le Chemin des Dames. Il monte en ligne sur le plateau de Vauclerc et le plateau des Casemates (combats du 22 mai 1917).
Le 25 juin 1917, le régiment participe à la prise de la Caverne du Dragon, à côté du 152e régiment d’infanterie (RI).
Le 24 juillet 1917, le 334e RI attaque le plateau de Californie. Ses pertes atteignent alors 40 % de l'effectif engagé. Le régiment est cité à l'ordre de la Xe armée :
"Appelé sous les ordres du lieutenant-colonel Belhumeur à occuper dans des circonstances très difficiles un secteur violemment bombardé, a remarquablement exécuté son mouvement, malgré les efforts répétés de l'ennemi. Le 24 juillet 1917 a brillamment attaqué et a atteint, après de durs combats, la majeure partie de ses objectifs, reprenant la presque totalité du terrain enlevé les jours précédents par l'ennemi. A conservé les positions conquises, malgré deux violentes contre-attaques ennemies. Avait déjà brillamment coopéré à la prise du plateau des Casemates (22 mai) et de la grotte du Dragon (25 juin)." (ordre no 301, signé le 29 août 1917 par le général Duchêne).
En août, le régiment se trouve dans la région de Reims.
En octobre, il quitte la 164e division d'infanterie et est affecté à la 97e division d'infanterie. À l'occasion du départ, le régiment est passé en revue et son drapeau est décoré de la Croix de guerre.
Le régiment part vers le secteur du Mont-sans-Nom (Champagne).

#### 1918
Le 334e RI se trouve au début de 1918 dans le secteur de Sainte-Menehould.
Le 16 avril 1918, le régiment reçoit l'ordre d'envoyer le 6e bataillon au 363e RI, qui vient de rejoindre la Champagne.
D'autres soldats sont affectés aux 413e, 414e et 416e RI.
Le régiment est dissous le 25 avril 1918.
Le lieutenant-colonel Belhumeur, qui commandait le 334e RI depuis mars 1917, reçoit le commandement du 165e régiment d'infanterie.

### L'Entre-deux-guerres
Il est dissous le 25 avril 1918, il sera reformé le 9 septembre 1939.

### Seconde Guerre mondiale
Formé le 9 septembre 1939 dans le secteur de Chalon-sur-Saône sous les ordres du Lieutenant-Colonel Beurville, il appartient à la 58e D.I..
Bataille des trois frontières, secteur de Longwy

## Drapeau
Il porte, cousues en lettres d'or dans ses plis, les inscriptions suivantes :
- Alsace 1914
- L'Aisne 1917

## Décorations décernées au régiment
Sa cravate est décorée de la Croix de guerre 1914-1918  avec une citation à l'ordre de l'armée.

## Personnalités ayant servi au334eRI
- Louis Hennequin (1869-1916), officier supérieur et historien militaire. Lieutenant-colonel à la tête du régiment en 1915. Son nom est inscrit au Panthéon parmi les 560 écrivains morts au champ d'honneur pendant la Première Guerre mondiale.

### Sources et bibliographie
- À partir du Recueil d'Historiques de l'Infanterie Française (Général Andolenko - Eurimprim 1969)
- Histoire d'un régiment par Paul Guyot (agrégé de lettres, chevalier de la légion d'honneur) librairie L. Durand à Macon 1926.
- Carnets d'un prêtre soldat 1914-1918 (Jean-Louis Thomas -Bernard Giovanangeli éditeur, 2013,  (ISBN 978-2-7587-0115-6)) : JL Thomas est séminariste lorsqu’il rejoint le 334e RI à la mobilisation. Ses carnets écrits au jour le jour forment un récit des opérations auxquelles il a participé jusqu'en 1918.